# TOI-2076
TOI-2076とは、地球からうしかい座の方向に約130光年離れた場所に位置する恒星である。年齢は約2億400万年とされている。スペクトル分類はK0型。
| 太陽 | TOI-2076  |
| ---- | --------- |
| 太陽 | Exoplanet |

## 惑星系
| 名称 （恒星に近い順） | 質量       | 軌道長半径 （天文単位） | 公転周期 (日)                  | 軌道離心率 | 軌道傾斜角           | 半径                  |
| --------------------- | ---------- | ----------------------- | ------------------------------ | ---------- | -------------------- | --------------------- |
| e                     | —          | 0.0385+0.0021 −0.0049   | 3.0223445+0.0000033 −0.0000032 | —          | 90.0±2.3°            | 1.355+0.101 −0.098 R⊕ |
| f (候補)              | —          | —                       | 6.25                           | —          | —                    | 1.3 - 1.4 R⊕          |
| b                     | 3.4±1.8 MJ | 0.0880±0.0009           | 10.35527+0.00003 −0.00004      | 0          | 89.65±0.17°          | 2.39±0.10 R⊕          |
| c                     | 4.6±2.3 MJ | 0.1411+0.0015 −0.0014   | 21.01549±0.00003               | —          | 89.84±0.12°          | 3.497±0.043 R⊕        |
| d                     | 7.3±2.8 MJ | 0.1988+0.0021 −0.0020   | 35.12551±0.00007               | —          | 88.607+0.036 −0.037° | 3.232±0.063 R⊕        |

TOI-2076を公転する太陽系外惑星は、2020年にTESSによってTOI-2076.01とTOI2076.02の2つの惑星候補が存在する可能性が示されていた。その後の観測によって、2021年にTOI-2076 b、TOI-2076 c、TOI-2076 dの3つの太陽系外惑星が確認された。TOI-2076 b（TOI-2076.01）の公転周期は10.4日である。当時TOI-2076 cとTOI-2076 dは詳細な公転周期が判明しておらず、17日以上としか判明していなかった。大きさはそれぞれ地球半径の3.3倍、4.4倍、4.1倍で、ミニ・ネプチューンであると予測されている。TOI-2076 bは地球の400倍の紫外線を受け取っている。
2022年3月7日、フォローアップ観測によってTOI-2076 c・TOI-2076 dの公転周期がそれぞれ約21日・約35日と判明した。
2025年5月9日、bよりもさらに主星に近い位置を公転しているTOI-2076 eの発見が公表された。TOI-2076 eの大きさは地球の1.355倍と先に発見されていた他の3つの惑星よりも小さく、スーパー・アースに分類される。また、公転周期が6.25日の信号が検出されており、さらなる惑星（TOI-2076 f）が存在する可能性も示されている。この信号が実際の惑星であればその惑星の半径は地球の1.3倍から1.4倍の間であると推定されているが、この信号が実際の惑星であるか否かを判断するにはさらなる観測が必要である。